# Aleksandr Koltsjak

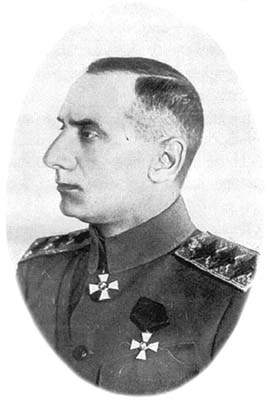
Aleksandr Koltsjak

Aleksandr Vasilevitsj Koltsjak (Russisch: Александр Васильевич Колчак) (Sint-Petersburg, 16 november 1874 – Irkoetsk, 7 februari 1920) was een Russisch admiraal onder de tsaar en politiek en militair leider van de Witten tijdens de Russische Burgeroorlog.

## Biografie

### Militaire carrière
Kolchak werd geboren in een familie van soldaten. Hij werd opgeleid voor een carrière bij de marine en diende in Vladivostok van 1895 tot 1899. Daarna was hij in Kronstadt en nam hij in 1900 deel aan de poolexpeditie als hydroloog. Tijdens de Russisch-Japanse Oorlog (1905) voerde hij het bevel over een kruiser waarmee hij verschillende Japanse schepen torpedeerde, onder meer tijdens het beleg van Port Arthur. Na de Russisch-Japanse Oorlog leverde hij een belangrijke bijdrage aan de wederopbouw van de Russische vloot, die toen grotendeels werd vernietigd. Tijdens de Eerste Wereldoorlog bleek hij een ervaren organisator te zijn en werd hij gepromoveerd tot vice-admiraal en commandant van de Zwarte Zeevloot.

### Revolutie en burgeroorlog
Na de Februarirevolutie (1917) wees Koltsjak tijdens een vergadering van de voorlopige regering op de demoralisatie in het leger en de noodzaak om de discipline in het land sterk aan te halen. Conservatieve krachten probeerden hem over te halen om het leiderschap in Rusland over te nemen, maar toen premier Kerenski daar lucht van kreeg, sommeerde deze hem het land te verlaten. In augustus 1917 vertrok Koltsjak via Engeland naar Amerika.
Na de Oktoberrevolutie keerde Koltsjak via Japan en Mantsjoerije terug naar Rusland, naar Vladivostok. Daar liet hij zich uitroepen tot leider van de Voorlopige Regering van Autonoom Siberië (met dictatoriale allure; hij liet zich de ‘overste regent van Rusland’ noemen) en rekruteerde met Westerse steun een fors leger om de Bolsjewieken te bevechten. Aanvankelijk boekte Koltsjak belangrijke successen, drong hij door tot Omsk en Kazan, bij de Wolga, en maakte hij een enorme hoeveelheid ‘tsarengoud’ buit. In april 1919 leed hij echter bij Samara een smadelijke nederlaag tegen de Roden onder leiding van  Froenze, mede te wijten aan de veel te lange bevoorradingslijnen, onvoldoende gekwalificeerde officieren, moreel verval onder zijn troepen (Omsk was in de tijd van de Witte bezetting vergeven van corruptie, casino’s en bordelen; ook Koltsjak zelf woonde er met een minnares, terwijl zijn vrouw en zoon zich in Parijs maar moesten zien te redden) en het onvermogen van de Witten om de lokale bevolking te mobiliseren (in ingenomen steden en dorpen traden ze onbehouwen op, vorderden ze direct alle voorraden en wekten ze veel weerstand). Ook wordt door historici wel gezegd dat Koltsjak eigenlijk te vroeg ten strijde was getrokken, dat zijn troepen eigenlijk nog niet gevechtsklaar waren en dat hij beter had kunnen wachten tot Denikin vanuit Oekraïne een tweede front had geopend. 
In de zomer van 1919 stootte de Rode maarschalk Toechatsjevski door de Oeral en nadat in het najaar ook Omsk moest worden opgegeven, trokken Koltsjaks troepen, 200.000 civilisten, zich terug naar het verre Oosten, grotendeels te voet door gans Siberië heen.

### Veroordeling en executie
Op 4 januari 1920 diende Koltsjak zijn ontslag in en reisde hij naar Irkoetsk met een divisie van het Tsjechisch Legioen, die hadden toegezegd hem over te dragen aan de geallieerde gezantschappen. De Tsjechen kwamen hun belofte echter niet na en leverden hem uit aan de Bolsjewieken. De meest waarschijnlijke reden voor deze ommezwaai is dat hij door de Tsjechen, samen met een deel van het Tsarengoud, werd geruild om hen een veilige doortocht naar Vladivostok te bezorgen. Op 21 januari werd hij ondervraagd door een commissie van vijf man, op 6 februari werd hij ter dood veroordeeld en de volgende ochtend werd hij doodgeschoten. Zijn lichaam werd begraven onder het ijs van de rivier de Angara.

## Trivia
- In november 2004 werd te Irkoetsk een monument ter ere van Koltsjak onthuld.